# Tradescantia pallida
Tradescantia pallida (purpurina, amor de hombre, pollo morado, niña en barco, carne de perro, ensalada de alcachofas) es una especie de planta herbácea y perenne endémica del este de México, de Tamaulipas a Yucatán.

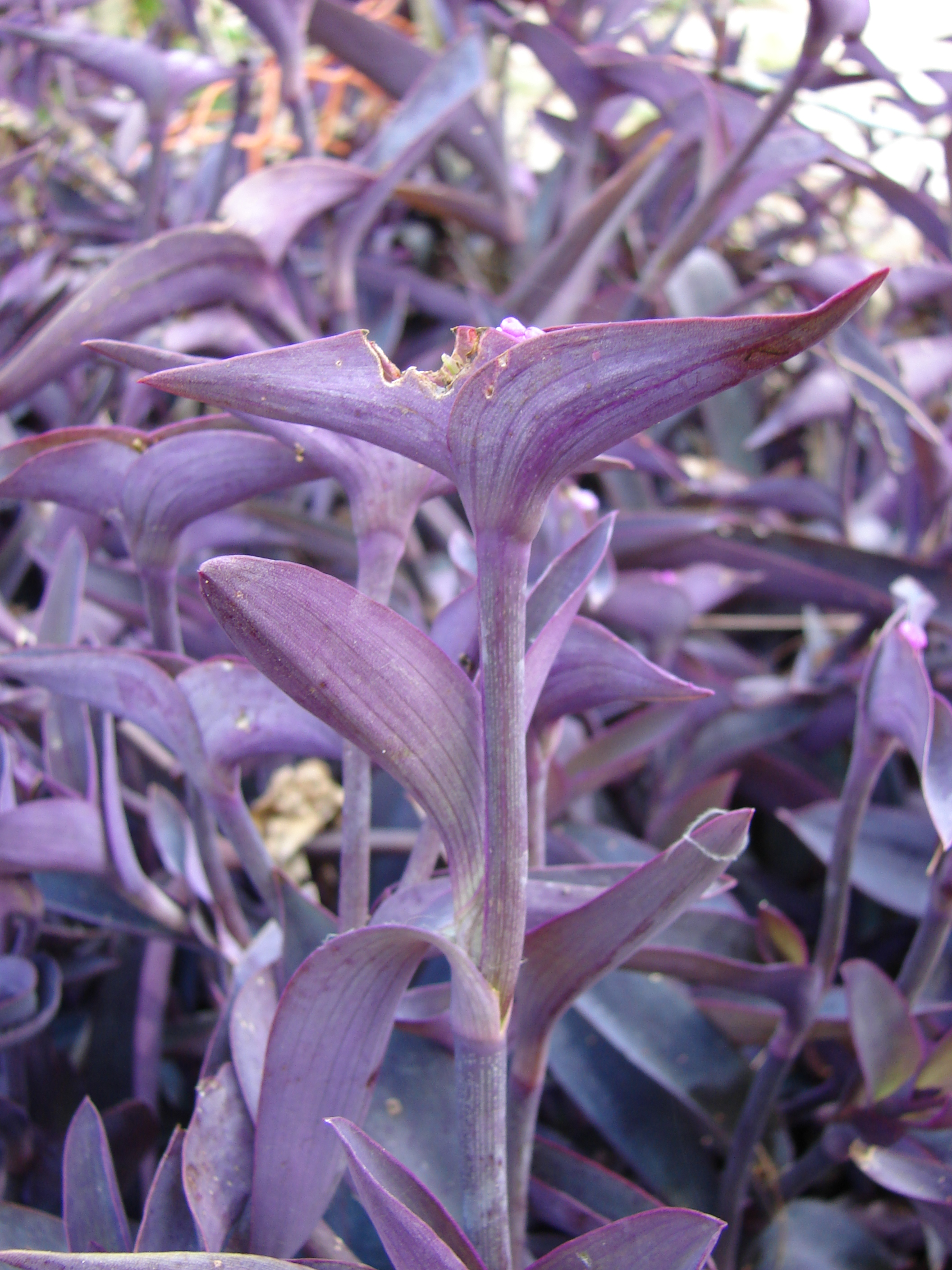
Vista de la planta

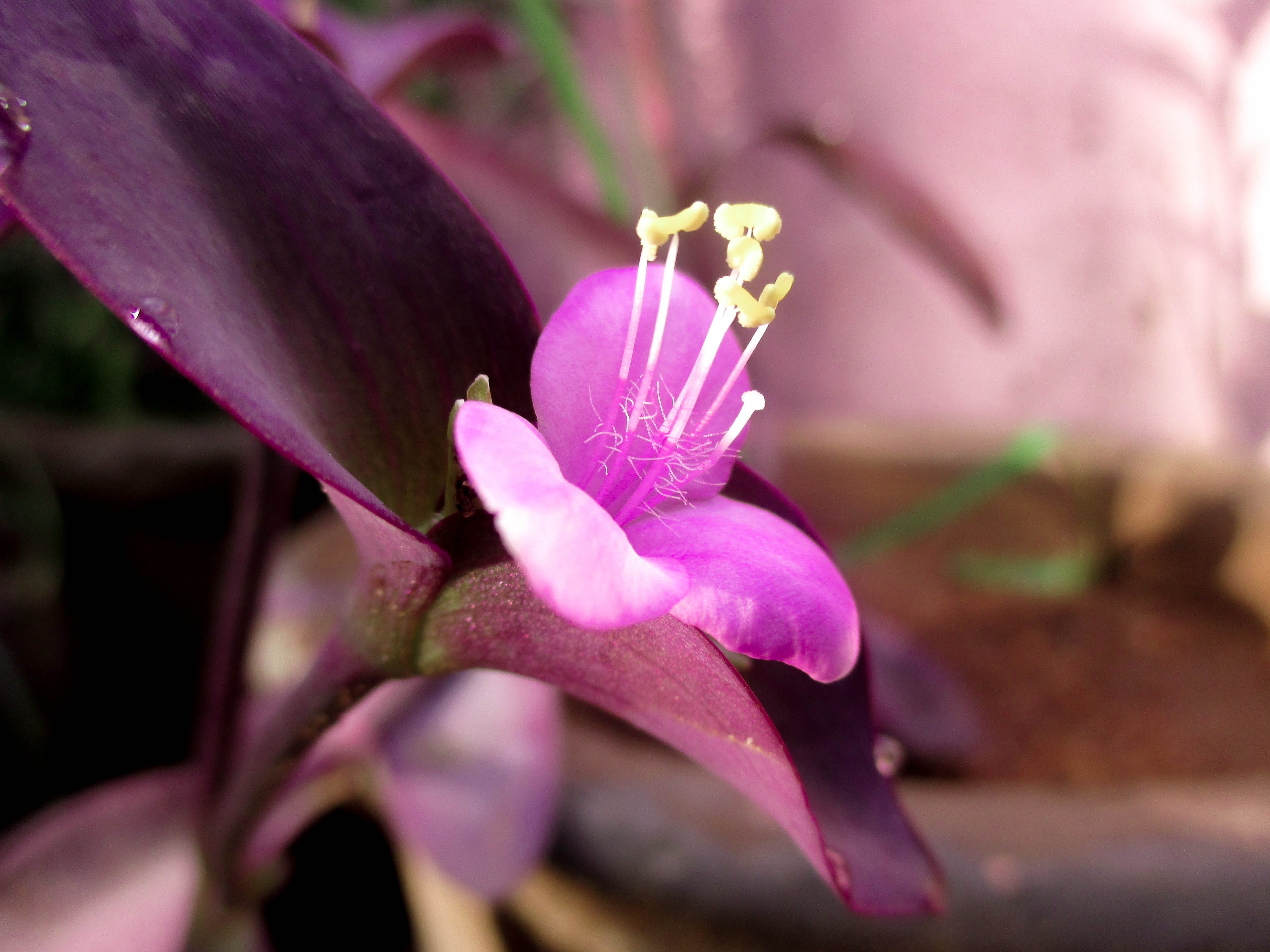
Flor

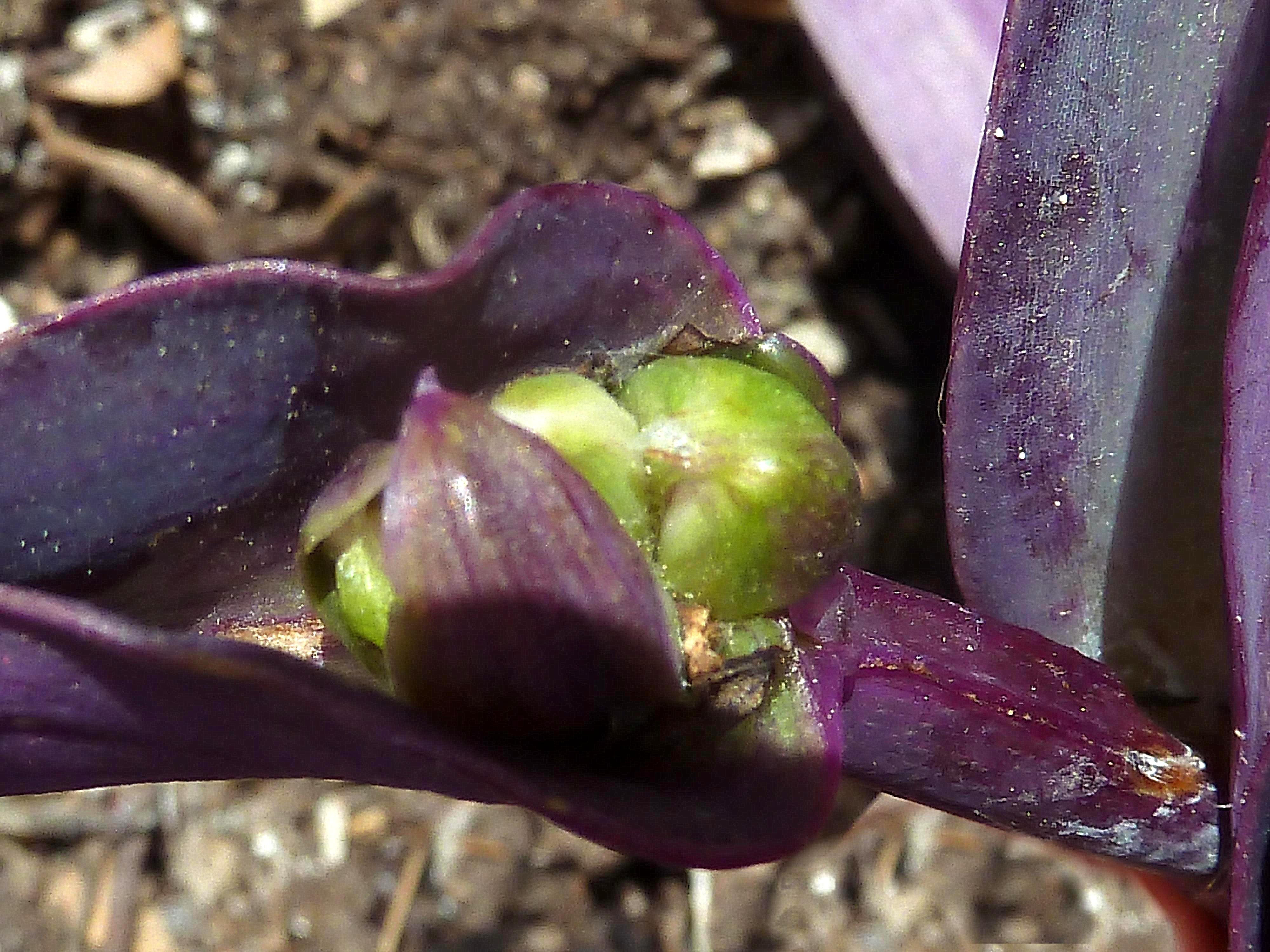
Fruto inmaduro in situ

## Descripción
Hojas elongadas, puntudas, de 7-15 cm de largo, pequeñas flores de 3 pétalos blancas, rosas o púrpuras, estambres amarillos. Las hojas son frecuentemente con una tonalidad púrpura, o (en muchos cultivares)  Prospera a plena luz o media sombra en áreas subtropicales, crece 20 a 40 cm de altura.

## Cultivo y usos

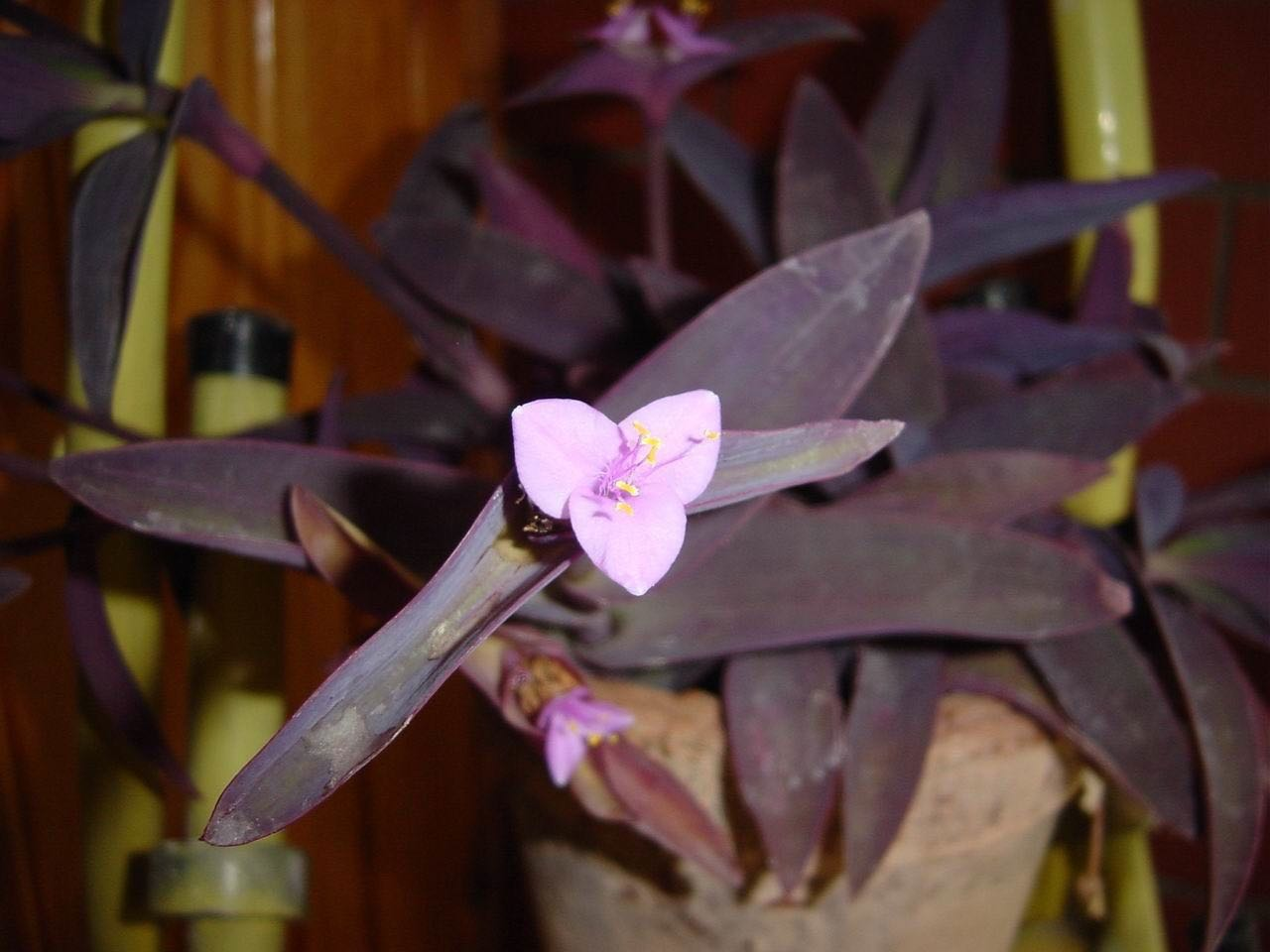
Flor en estado de crecimiento.

En muchas áreas, esta especie se ha escapado del cultivo en el sur de EE. UU. a Sudamérica, y partes cálidas de las antiguas colonias británicas, incluyendo Australia; en muchas áreas es considerada una maleza.
Es también una planta ornamental en jardines, bordes, cobertura de suelo, o (particularmente en lugares fríos) como planta de interior. Se propaga fácilmente por corte; los tallos son visiblemente segmentados y las raíces frecuentemente crecen en las grietas. Es de rápido crecimiento, resistente a enfermedades y tolera sombra.
Como no es tóxica generalmente se considera segura para consumo humano y también como forraje, en alimentación de vacunos y cerdos. Aun así, hay que tener en cuenta que la planta es rica en rafidios, cristales de oxalato y calcio, que dañan las paredes intestinales y puede provocar problemas de piedras en los riñones. Muy desaconsejable usar esta planta para alimentar cobayas.

## Taxonomía
Tradescantia pallida fue descrito por (Rose) D.R.Hunt  y publicado en Kew Bulletin 30(3): 452. 1975.
Etimología
- Tradescantia: nombre genérico que Carlos Linneo dedicó en honor de John Tradescant Jr. (1608-1662), naturalista y viajero, quien introdujo en el Reino Unido numerosas especies de plantas americanas recolectadas en las tres expediciones que realizó a Virginia (Estados Unidos).[2][3]
- pallida: epíteto que se refiere a las flores pálidas de algunos individuos (muchas especies de Tradescantia tienen flores blancas o azul brillante).[4]

Sinonimia
- Setcreasea jaumavensis Matuda
- Setcreasea lanceolata Faruqi, Mehra & Celarier
- Setcreasea pallida Rose
- Setcreasea purpurea Boom[5]

## Galería

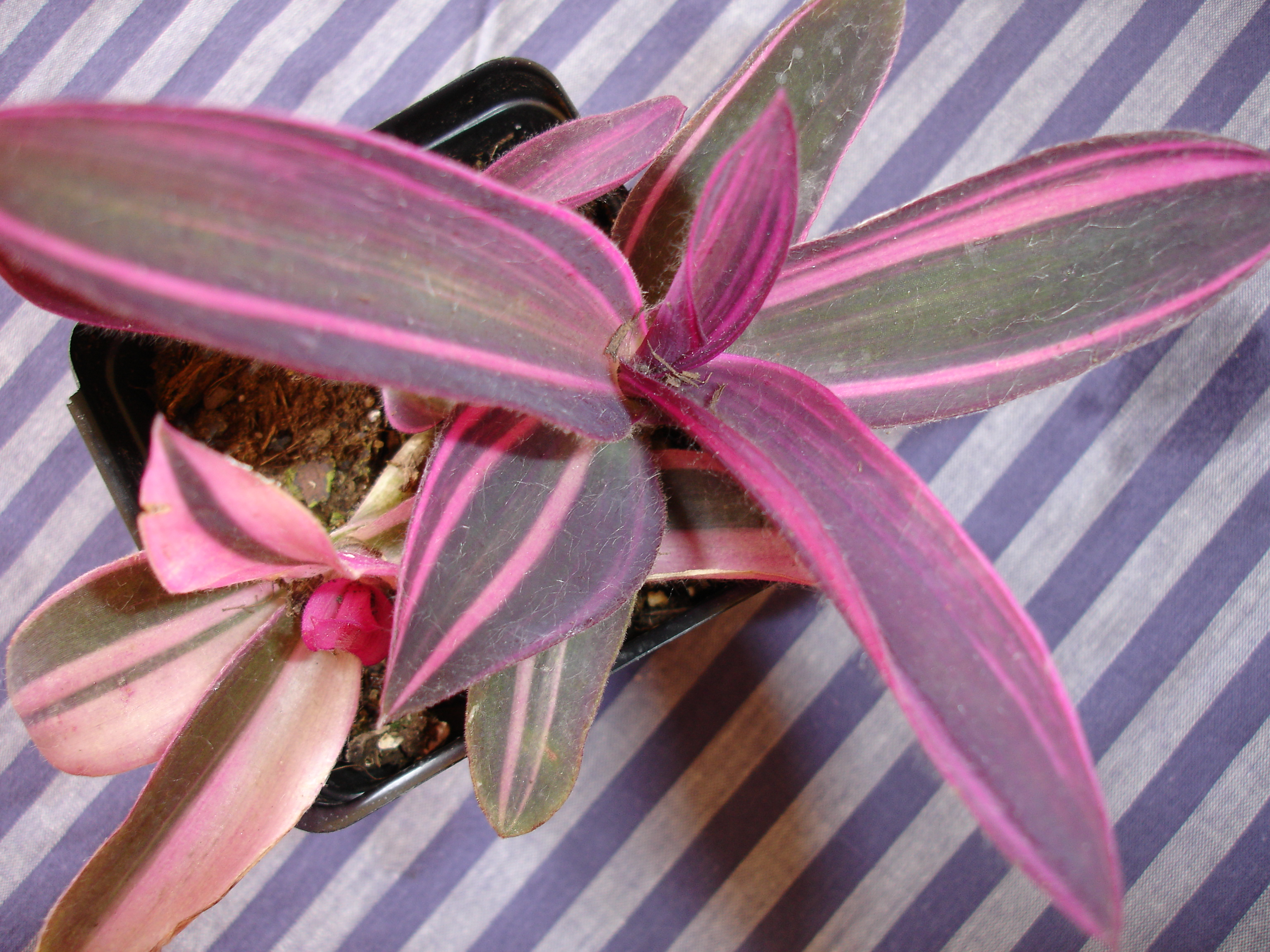
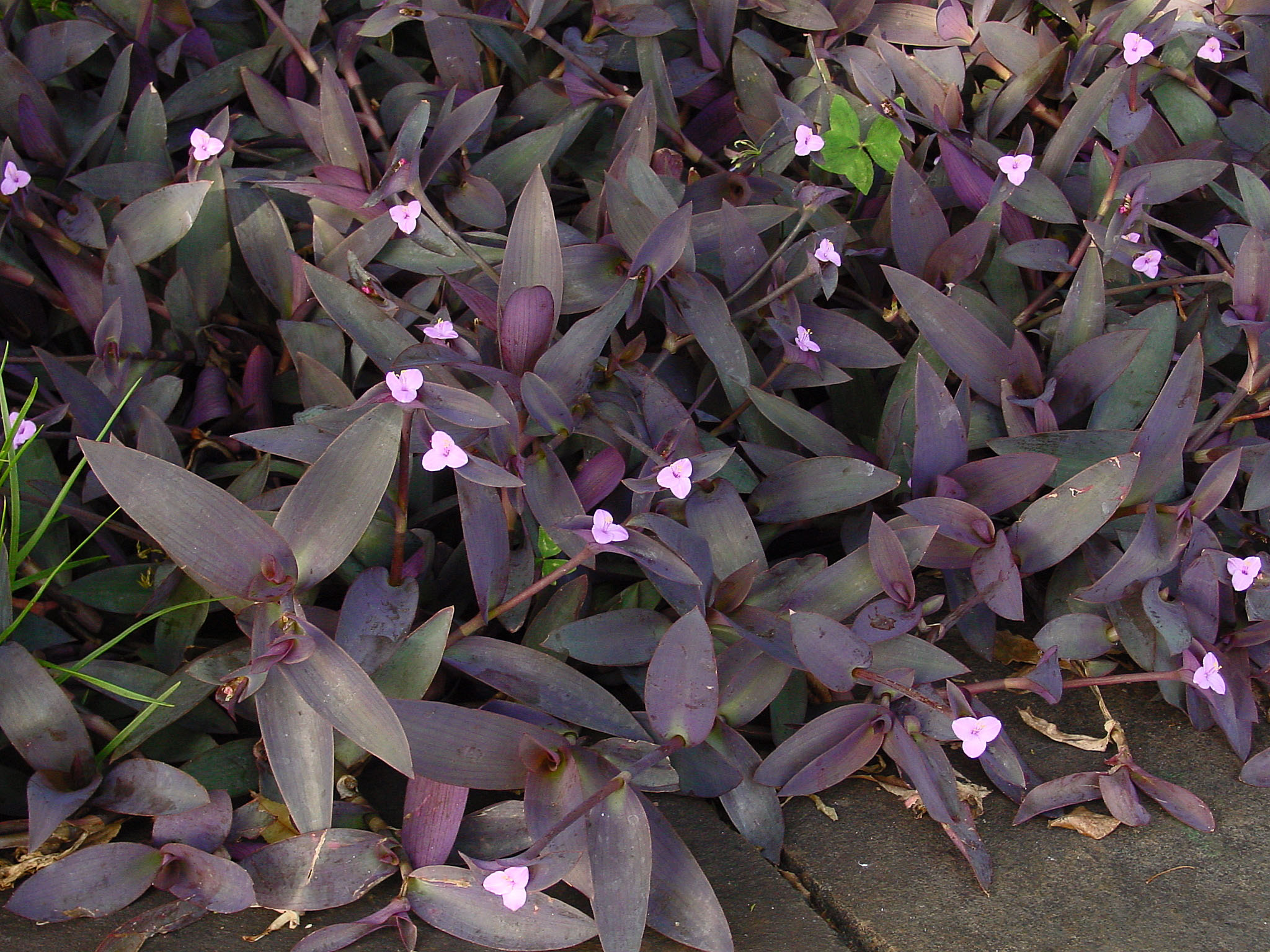
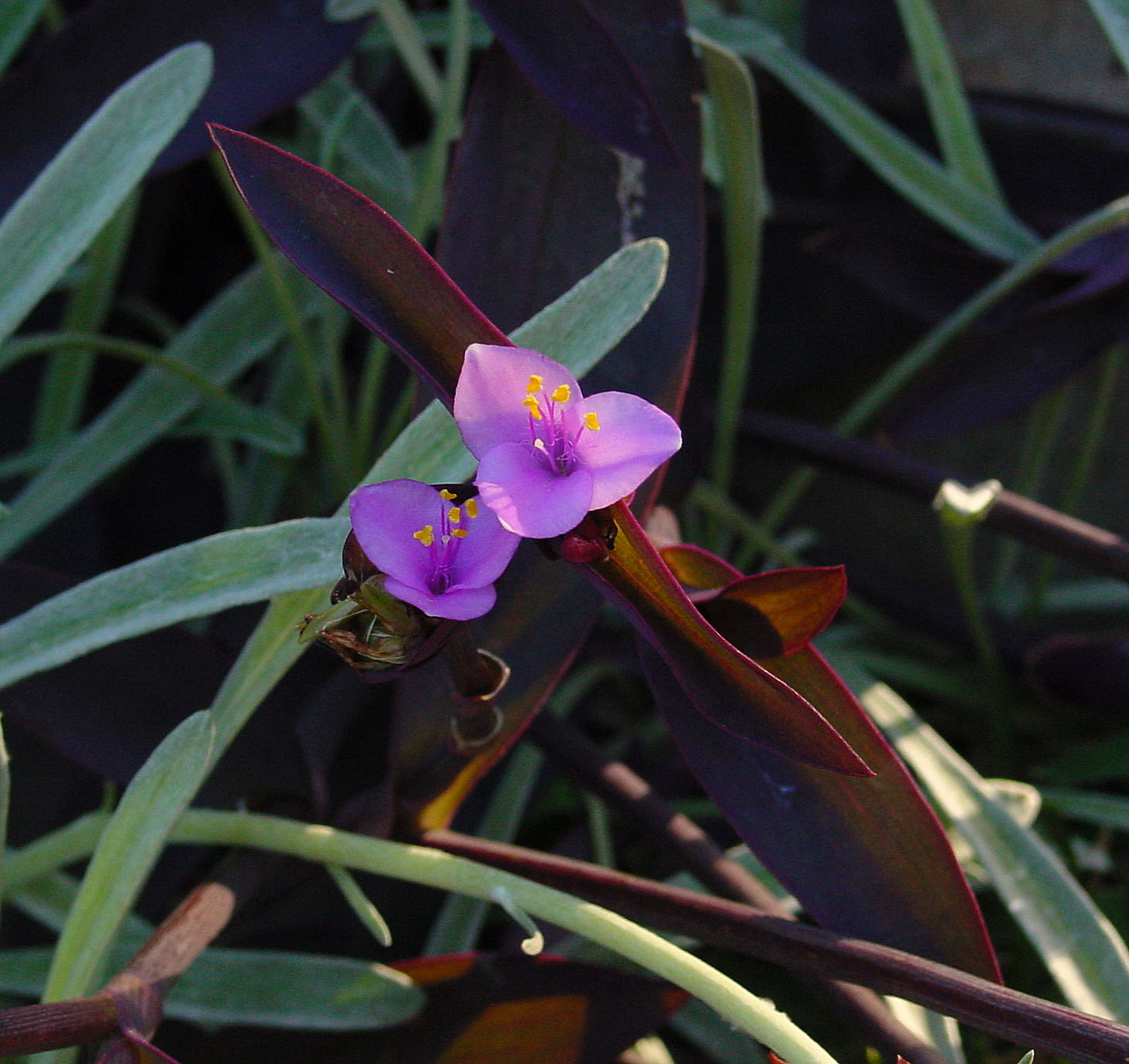
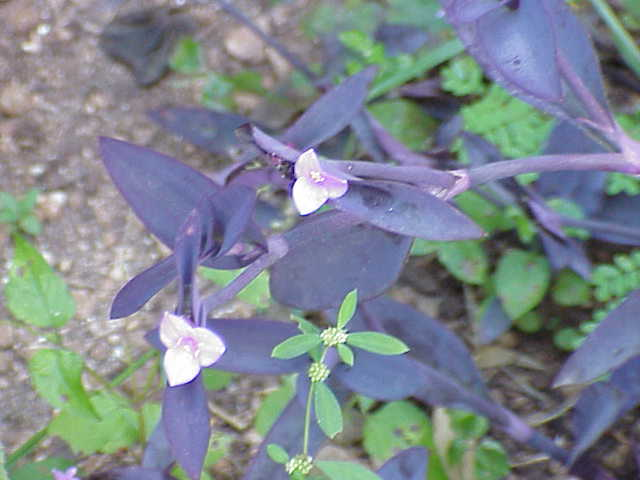
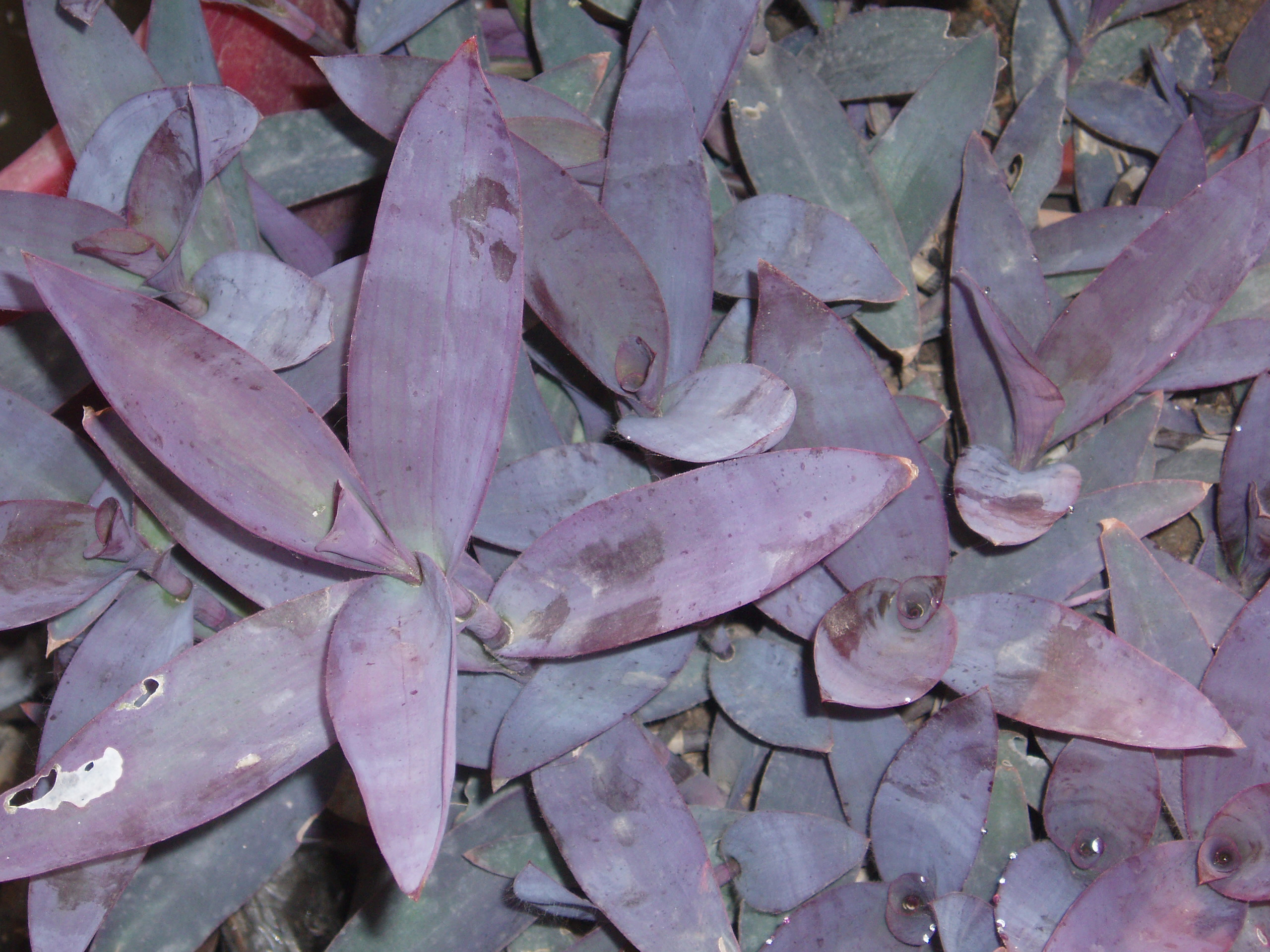
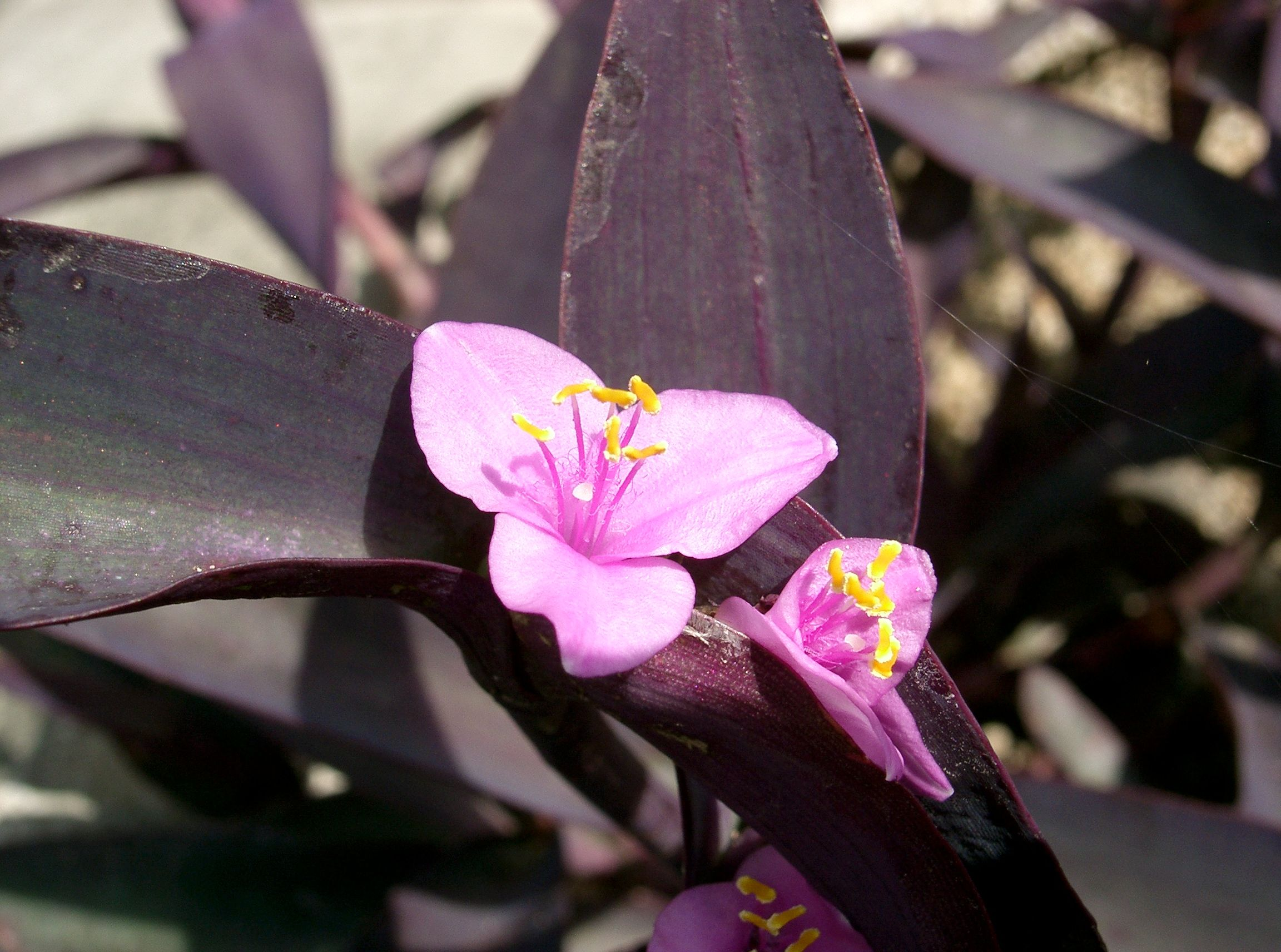